# Dominic Ongwen
Dominic Ongwen (* 1975 in Coorom) ist ein ugandischer ehemaliger Kindersoldat, Kriegsverbrecher und ehemaliger Anführer der Lord’s Resistance Army (LRA), einer Terrororganisation, die in Norduganda operierte. Er wurde am 4. Februar 2021 vom Internationalen Strafgerichtshof schuldig gesprochen. Am 6. Mai 2021 wurde er zu einer Gefängnisstrafe von 25 Jahren verurteilt.

## Leben
Ongwen kam als Dominic Okumu Savio als Sohn zweier Lehrer auf die Welt. Seine Eltern gaben ihm den Spitznamen Ongwen, „geboren in der Zeit der Termiten“. Diesen sollte er im Falle einer Entführung nutzen, um die Familie zu schützen. Im Jahr 1987 wurde Ongwen im Alter von etwa neun Jahren auf dem Weg zur Schule in Norduganda von der LRA entführt, in deren Reihen er den Rest seiner Kindheit verbrachte. Ongwen wurde der Gruppe von Vincent Otti zugeteilt. Zwischen Otti und Ongwen entwickelte sich Kameraderie.
Mit 18 Jahren wurde Ongwen Major, mit Ende zwanzig wurde er als Leiter der Brigade „Sinia“ eingesetzt. Aus den entführten Mädchen und Frauen erwarb er Ehefrauen und zeugte mit ihnen viele Kinder. Ongwen ist auch unter den Namen und Funkrufnamen Odomi, Wai Wai, Lima Charlie, Wanyama und Tem Wek Ibong bekannt. Der von ihm befehligten Brigade Sinia werden Angriffe auf die Zivilbevölkerung, Mord, Folter, Versklavung, Plünderung, Zerstörung und Verfolgung bei vier von Ongwen geleiteten Angriffen auf Vertriebenenlager in Uganda in den Jahren 2003 und 2004 vorgeworfen. Darüber hinaus gab es Zwangsheiraten, Folter, Vergewaltigung, Versklavung und Zwangsschwängerung von sieben entführten Frauen, in der Brigade sind Minderjährige zwangsrekrutiert sowie Sexualverbrechen an Mädchen in seiner Brigade verübt worden.
2005 stellte der Internationale Strafgerichtshof seine ersten Haftbefehle überhaupt aus. Sie richteten sich gegen fünf Führer der LRA, darunter Ongwen. Die USA setzten fünf Millionen Dollar Belohnung für seine Ergreifung aus. Kurz darauf wurde der vermeintliche Tod Ongwens gemeldet, er sei angeblich am 30. September 2005 bei einem Gefecht mit dem ugandischen Militär getötet worden. Seine Identität wurde von früheren Kommandeuren der LRA bestätigt. Im Juli 2006 gab der IGH jedoch bekannt, dass genetische Untersuchungen zweifelsfrei belegten, dass es sich nicht um Ongwen handelte.
2006 zog sich Ongwens Brigade als letzte LRA-Gruppe aus Uganda zurück und setzte ihre Aktivitäten in den Nachbarländern fort. Kurz darauf begannen Friedensgespräche mit Ugandas Regierung, die aber scheiterten. Ongwens Mentor Vincent Otti befürwortete einen Friedensschluss. Der damalige Führer der LRA, Joseph Kony sah darin Verrat und befahl, Otti zu töten. Ongwen flehte vergeblich darum, Otti zu verschonen und wurde in der Folge widerspenstig: Er folgte immer weniger Konys Befehlen, woraufhin dieser ihn schließlich in einer LRA-Basis in der Zentralafrikanischen Republik einsperren ließ. Ongwen befürchtete, getötet zu werden und flüchtete mit Hilfe einiger Kämpfer.
2010 ordnete Ongwen das Massaker in Makombo an, bei dem 321 Menschen getötet wurden.
2015 stellte er sich US-Truppen in der Zentralafrikanischen Republik. Anderen Quellen zur Folge wurde er von der lokalen Rebellengruppe Séléka aufgegriffen.

## Strafverfahren vor dem Internationalen Strafgerichtshof
Die Fälle, wegen denen Ongwen beim Internationalen Strafgerichtshof verurteilt wurde, lassen sich in drei Gruppen einteilen.
1. Verbrechen, die er im Kontext von Angriffen auf vier Lager von intern Vertriebenen verübte. Darin eingeschlossen sind Verbrechen gegen die Menschlichkeit, Morde, Folter, Vergewaltigungen, Versklavungen und Plünderungen.
2. Geschlechtsspezifische Gewalt, die Ongwen selber gegen sieben Frauen, die in seinem Haushalt lebten, verübte. Darunter Folter, Vergewaltigung, sexuelle Versklavung, Zwangsheirat und erzwungene Schwangerschaften. Diese Verbrechen haben den Charakter von Kriegsverbrechen und Verbrechen gegen die Menschlichkeit.
3. Verbrechen, die systemischer Art sind und die geschlechtsspezifische und sexualisierte Gewalt, Zwangsrekrutierung und den Einsatz von Kindersoldaten beinhalten.

Er wurde durch den Internationalen Strafgerichtshof inhaftiert und wegen Kriegsverbrechen und Verbrechen gegen die Menschlichkeit in 70 Fällen angeklagt. Am 21. Februar 2021 wurde er wegen dieser Verbrechen in 61 von 70 Anklagepunkte für schuldig befunden und verurteilt. Über das Strafmaß wurde am 6. Mai 2021 entschieden. Die Richter verhängten eine Gefängnisstrafe von 25 Jahren gegen ihn.
Mit seiner Verurteilung ist Ongwen die erste Person, die wegen erzwungener Schwangerschaften als Kriegsverbrechen bzw. als Verbrechen gegen die Menschlichkeit verurteilt wurde. Mehr als 4000 Opfer nahmen am Gerichtsverfahren teil. Das Verfahren stützte sich vor allem auf abgehörte Funksprüche der LRA und Zeugenaussagen.
Ongwen selbst schwieg während des Prozesses meistens. Seine Verteidiger argumentierten, er sei eines der Opfer der LRA gewesen. Ongwen soll in der Haft Suizidversuche unternommen haben. Das Gericht argumentierte, die Zeugenaussagen haben einen Mann beschrieben, der im Vollbesitz seiner geistigen Kräfte ist.
Bei der Urteilsbegründung schilderte der Richter die Verbrechen und verlas auch die Namen von Opfern. Per Livestream schauten zahlreiche Menschen in Uganda selbst zu, auch im ehemaligen Kriegsgebiet.
Die Reaktionen auf die Verurteilung fielen in Nord-Uganda gemischt aus. Während einige Personen die Verurteilung als Schritt in Richtung Gerechtigkeit begrüßten, lehnten andere Bewohner die Verurteilung ab oder sprachen sich zumindest für eine relativ geringe Strafe aus. Sie begründeten ihre Einstellung damit, dass Ongwen selbst Opfer einer Entführung als Kind gewesen sei, die ihn zum Verbrecher habe werden lassen. Der Staat habe es versäumt, Ongwen als Kind zu beschützen.
Im Februar 2024 sprach der Internationale Strafgerichtshof jedem der geschätzt 49.772 Opfer Ongwens eine symbolische Entschädigung von jeweils 800 US-Dollar zu. Da Ongwen die Summe selbst nicht aufbringen kann, soll ein Treuhandfonds des Gerichts einspringen. Ein Teil der Entschädigungszahlungen soll für Rehabilitationsprogramme und gemeinschaftliche Wiedergutmachung aufgewendet werden.